# Tärntank
Terntank Rederi A/S är ett Danskt rederi med säte på ön Donsö i Göteborgs södra skärgård.
År 2009 flyttade rederiet sitt huvudkontor och delar av verksamheten till Skagen i Danmark. Dotterbolagen Tärntank Ship Management AB, Tarn energy samt charteringavdelningen förblev kvar på Donsö.
Företaget startade som ett familjeföretag av Kristen och Adela Andreasson år 1904. År 1911 köpte man sitt första fartyg som var ett kombinerat fiske och bunkerfartyg. Innan dess hade man främst sysslat med diversehandel och försäljning av fartygsbränsle.
1958 började man på den verksamheten av tankfartyg som än idag är aktiv.
Idag består flottan av tio fartyg mellan 11000 och 15000 dödviktson.

## Fartygsflotta
- M/T Ternvag (2003)
- M/T Ternholm (2005)
- M/T Tarnbris (2007)
- M/T Ternvind (2008)
- M/T Ternfjord (2016)
- M/T Tern Sea (2016)
- M/T Ternsund (2016)
- M/T Tern Ocean (2017)
- M/T Tern Island (2020)
- M/T Tern Fors (2021)